# Hyde Park Corner
Hyde Park Corner (česky Roh Hyde Parku) byl britský němý film z roku 1889. Režisérem byl William Friese-Greene (1855–1921). Film je považován za ztracený.

## Děj
Děj filmu není znám.